# Muscopedaliodes
Muscopedaliodes är ett släkte av fjärilar. Muscopedaliodes ingår i familjen praktfjärilar.
Kladogram enligt Catalogue of Life:
| Muscopedaliodes | \| \| Muscopedaliodes amussis \| \| \| \| \| \| Muscopedaliodes granulata \| \| \| \| \| \| Muscopedaliodes muscosa \| \| \| \| \| \| Muscopedaliodes phoenicusa \| \| \| \| |
|                 | \| \| Muscopedaliodes amussis \| \| \| \| \| \| Muscopedaliodes granulata \| \| \| \| \| \| Muscopedaliodes muscosa \| \| \| \| \| \| Muscopedaliodes phoenicusa \| \| \| \| |
|                 | Muscopedaliodes amussis |
|                 | |
|                 | Muscopedaliodes granulata |
|                 | |
|                 | Muscopedaliodes muscosa |
|                 | |
|                 | Muscopedaliodes phoenicusa |
|                 | |